# Cratere Gibran
Gibran  è un cratere sulla superficie di Mercurio.